# 모리스 뒤뤼플레

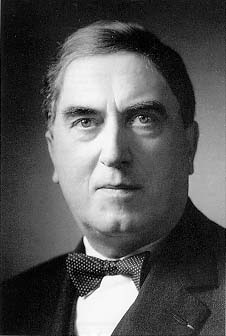

모리스 뒤뤼플레(Maurice Duruflé, 1902년 1월 11일~1986년 6월 16일)는 프랑스의 작곡가이자 오르간 연주자이다.

## 삶
유년기에 성가대에서 노래를 하다가, 성당 부속 학교에서 피아노와 오르간을 배웠다. 17세에 파리에 상경하여 오르간을 더 배웠다. 이듬해 파리 음악원에 입학하여 작곡과 오르간을 공부했다. 1927년부터 노트르담 성당에서 오르간 연주자 조수로 일했다.

## 주요 작품

### 오르간곡
- 스케르초 작품번호 2 (1926)
- 모음곡 작품번호 5 (1932)
- 알랭 이름에 따른 전주곡과 푸가 작품번호 7 (1942)
- 주현절 입당송에 따른 전주곡 작품번호 13 (1961)
- 소이슨 대성당의 시간들의 카리용 주제 푸가 작품번호 12 (1962)
- 명상 사후 작품번호 (1964)

### 피아노곡
- 세 폭 그림 작품번호 1(1927, 43)

### 실내악곡
- 전주곡과 레시타티프 그리고 변주곡 작품번호 3(플루트, 비올라, 피아노; 1928)

### 관현악곡
- 세 개의 춤 작품번호 6 (1932)
- 안단테와 스케르초 작품번호 8 (1940)

### 합창
- 진혼곡 작품번호 9(독창, 합창, 관현악 및 오르간; 1947)
- 그레고리안 주제를 따른 4개의 모테트 작품번호 10(무반주 합창; 1960)
- '환호와 함께' 미사 작품번호 11(바리톤 독창, 남성 합창, 관현악; 1966)
- 주기도문 작품번호 14(남성 합창[제창]과 오르간, 1977)